# سیلان (نویسنده)
سیلان (ارمنی: Սեյլան؛  زادهٔ ۲۴ ژانویهٔ ۱۸۶۱ - درگذشته ۲۹ مارس ۱۹۳۴)، نویسنده، تاریخ‌نگار و آموزگار اهل ارمنستان بود.

## زندگی‌نامه
وی با نام اصلی آرشاک گئورگی مادویان ارمنی: Արշակ Գևորգի Մադոյան در ۲۴ ژانویهٔ ۱۸۶۱ در آخالکالاک به دنیا آمد و از مدرسه نرسیسیان فارغ‌التحصیل گشت.  وی در ۲۹ مارس ۱۹۳۴ در سن ۷۳ سالگی در آخالکالاک درگذشت.